# Zamach bombowy na kolej S-Bahn w Berlinie
Zamach bombowy na kolejkę S-Bahn w Berlinie – zamach dokonany 24 lutego 1943 roku przez Armię Krajową na kolejkę S-Bahn w Berlinie .

## Historia
Akcję przeprowadziła Organizacja Specjalnych Akcji Bojowych, oddział Armii Krajowej do zadań specjalnych, istniejący od maja 1942 roku do lipca 1943 roku. Atak bombowy przygotowali: Józef Artur Lewandowski „Jur” – pochodzący z Bydgoszczy, Jan Lewandowski „Jan”, Janusz Łuczkowski „Mały” i Leon Hartwig „Mały”. Dowódca akcji – „Jur”, posiadał obywatelstwo niemieckie, co ułatwiało przewóz do Niemiec materiałów wybuchowych. Ładunek wybuchł na peronie dworca Friedrichstrasse. Według raportu wykonawców w zamachu zginęło „36 gestapowców i SS-manów oraz innych Niemców”, a 78 osób zostało rannych .